# Nina Karasewycz
Nina Wasyliwna Karasewycz, ukr. Ніна Василівна Карасевич (ur. 29 października 1984 w Kijowie) – ukraińska biathlonistka, złota i brązowa medalistka mistrzostw Europy, w swoim dorobku ma również brązowy medal mistrzostw Europy juniorów.

## Osiągnięcia

### Mistrzostwa Europy
| Rok  | Miejsce    | IN | SP | PU | MS | RL |
| 2007 | Bansko     |    | 37 | 26 |    |    |
| 2008 | Nové Město | 18 | 3  | 1  |    |    |
| 2009 | Ufa        | 15 | 12 | 12 |    |    |

### Mistrzostwa świata juniorów
| Rok  | Miejsce         | IN | SP | PU | MS | RL |
| 2004 | Haute Maurienne | 19 | 22 | 24 |    | 8  |
| 2005 | Kontiolahti     | 23 | 25 | 26 |    | 7  |

### Mistrzostwa Europy juniorów
| Rok  | Miejsce     | IN | SP | PU | MS | RL |
| 2002 | Kontiolahti | 24 | 29 | 27 |    | 6  |
| 2004 | Mińsk       | 6  | 16 | 19 |    | 5  |
| 2005 | Nowosybirsk | 13 |    |    |    | 3  |

IN – bieg indywidualny, SP – sprint, PU – bieg pościgowy, MS – bieg ze startu wspólnego, RL – sztafeta